# Phrynopus vestigiatus
Phrynopus vestigiatus es una especie de anfibio anuro de la familia Craugastoridae.

## Distribución geográfica
Esta especie es endémica de la región de Huánuco del Perú. Se encuentra a 3.100 m sobre el nivel del mar en la Cordillera de Carpish.

## Publicación original
- Lehr & Oróz, 2012: Two new species of Phrynopus (Anura: Strabomantidae) from the Cordillera de Carpish in central Peru (Departamento de Huánuco). Zootaxa, n.º 3512, p. 53-63.[4]